# Aleuroclava latus
Aleuroclava latus là một loài côn trùng cánh nửa trong họ Aleyrodidae, phân họ Aleyrodinae.
Aleuroclava latus được Takahashi miêu tả khoa học đầu tiên năm 1934.